# Александер Рослин
Александер Рослин (швед. Alexander Roslin; Малме, 15. јул 1718 — Париз, 5. јул 1793) је био шведски сликар, веома популаран као портретиста европске аристократије средином 18. века.

## Биографија
Александер Рослин је рођен у Малмеу 1718. Прву сликарску наруџбину добио је од официра Ларса Еренбила, који је постао његов мецена. Од 1736. образовао се за сликара у Стокхолму. Уз Ларса Еренбила, преселио се у Гетеборг 1741, где је радио као портретиста. Напустио је Шведску 1745, и радио три године на двору у Бајројту (Баварска) и у Парми (Италија). После се, као познати аутор портрета, настанио у Паризу. Током 1770-их путовао је у Русију (портретисао је царицу Катарину), Беч и Варшаву. Био је мајстор психолошког портрета. Најзначајнија дела је остварио у Паризу, где је и умро 1793.

## Дела
- Грофица Нојбург-Кромијер (1756)
- Дама са велом, (шве. , 1768)
- Карл фон Лине (1775)
- Породица Џенингс (1769)
- Принцеза Зоја Гика (1777)

## Галерија
- Породица Џенингс
- Дама са велом